# Рагби репрезентација Јужне Кореје
Рагби јунион репрезентација Јужне Кореје Први меч у историји Јужна Кореја играла је против Јапана 1969. Корејанци су најубедљивију победу забележили против Малезије 1992. резултат је био 135-3, а најтежи пораз нанела им је Тонга 2003. када је било 119-0.
== Тренутни састав ==
Ким Јип
На Кван Јанг
Ким Мин Кју
Шин Донг Вон
Сон Јанг Ки
Ким Кванг Си
Парк Сунг Ку
Ким Хо Бурн
Ченг Сунг Мин
Хан Кун Кју
Јанг Сеон Хван
Парк Сун Чаи
Ким Хјун Со
Хван Ин Јо
Ким Јонг Мин - капитен
Сон Мин Су
Ли Јанг Сунг
Шин Ки Чул
Ли Мјанг Јан
Парк Ван Јанг
Лин Еу Дам
Јегал Бин
Ким Сунг Со
Парк Хан Ђил
Јанг Сеонг Мин
Нам Јанг Со